# Kaffeemuseum
Ein Kaffeemuseum ist ein Museum, das sich mit Anbau, Handel, Verarbeitung und Genuss von Kaffee (Kaffeekultur) befasst.

## Liste von Kaffeemuseen

### Deutschland
| Bezeichnung                      | Bild           | Standort                                     | Bundesland | Errichtung Einweihung | Weitere Informationen                                             |
| -------------------------------- | -------------- | -------------------------------------------- | ---------- | --------------------- | ----------------------------------------------------------------- |
| Kaffeemuseum Burg                | weitere Bilder | Hamburg, Speicherstadt (Lage)                | Hamburg    | 2015                  | Die Kaffeerösterei Burg wurde 1923 gegründet                      |
| Kaffeemuseum Ebersbach/Sachsen   | weitere Bilder | Ebersbach/Sachsen, Oberer Kirchweg 26 (Lage) | Sachsen    |                       | Das Bild zeigt einen spiritusbeheizten Perkolator im Kaffeemuseum |
| Museum Zum Arabischen Coffe Baum | weitere Bilder | Leipzig, Kleine Fleischergasse 4 (Lage)      | Sachsen    |                       |                                                                   |

### Weitere
| Bezeichnung              | Bild           | Standort                                                                    | Staat       | Errichtung Einweihung | Weitere Informationen |
| ------------------------ | -------------- | --------------------------------------------------------------------------- | ----------- | --------------------- | --- |
| Kaffeemuseum Wien        | weitere Bilder | Wien, Vogelsanggasse 38 (Lage)                                              | Österreich  | 2003                  | |
| Nova Delta Kaffee-Museum |                | Campo Maior (Region Alentejo), am Firmensitz des Rösters Delta Cafés (Lage) | Portugal    | 1994                  | Das Museum ist Teil der Europäischen Route der Industriekultur. Es galt als erstes ausschließlich dem Kaffee gewidmetes Museum in Europa. |
| Kaffeemuseum Montenegro  |                | Montenegro, Parque del Café (ein Freizeitpark der Stadt) (Lage)             | Kolumbien   |                       | |
| Kaffeemuseum Ciales      | weitere Bilder | Ciales (Lage)                                                               | Puerto Rico |                       | |